# Redmond (Washington)
Redmond is een stad in het county King in de Amerikaanse staat Washington. De stad had in 2003 46.391 inwoners. Redmond kan tot de agglomeratie van Seattle worden gerekend.
Redmond is met name bekend vanwege de vele softwarebedrijven die er gevestigd zijn en waarvan Microsoft de grootste en bekendste is. Microsoft is tevens de belangrijkste werkgever in de stad. Ook het Amerikaanse hoofdkantoor van Nintendo is gevestigd in Redmond. SpaceX bouwt er zijn Starlink internet-satellieten.

## Plaatsen in de nabije omgeving
De onderstaande figuur toont nabijgelegen plaatsen in een straal van 8 km rond Redmond.